# 藍仁
蓝仁（1314年—？），字静之，自号蓝山拙者。福建崇安（今武夷山市）人，明朝诗人。
元仁宗延祐元年（1314年）生。任武夷书院山长，後迁邵武尉，拒不赴。元亡後绝意科举，终生未仕，专力为诗。其弟蓝智亦能作詩，時称“崇安二蓝”。兄弟二人多咏景赠答之作，为闽派诗先驱。洪武十九年（1386年）尚在世。著有《蓝山集》。

## 詩作選摘
- 《暮歸山中》

暮歸山已昏，濯足月在澗。

衡門棲鵲定，暗樹流螢亂。

妻孥候我至，明燈共蔬飯。

佇立松桂涼，疏星隔河漢。
- 《有感》

嫁女先鄰近，誰言有遠征？

長號辭母去，無力逐夫行。

顏貌銷前日，憂鬱送此生。

遙知膏野草，青塚只虛名！
- 《題古木蒼藤圖》

風雲氣質霧霜踪，獨立空山慘淡中。

慚愧藤蘿爭附托，年年春色換青紅。
- 《謝盧石堂惠白露茶》

武夷山裡謫仙人，採得雲巖第一春。

丹灶煙輕看不變，石泉火活味逾新。

春風樹老旗槍盡，白露芽生粟粒勻。

欲寫微吟報佳惠，枯腸搜盡興空頻。

## 評價
- 鄭振鐸認為他和胞弟藍智的詩：「老成熔煉，似在十子之上。」

- 《四庫提要》稱他的詩：「和平雅淡，詞意融洽，語不雕餿，氣無脂粉，出乎性情之正。」